# Napoleon Solomon
Napoleon Solomon, född 14 februari 1994, är en eritreansk-svensk friidrottare (terräng- och hinderlöpare). Han tävlar sedan 2016 för klubben Turebergs FK, tidigare för Fredrikshofs FI.
Han vann Lidingöloppet 2017 och 2018.
Solomon deltog på 3 000 meter hinder vid VM 2017 i London men slogs ut i försöken efter att ha fallit.

## Personliga rekord
| Utomhus - 800 meter – 1:56,36 (Gävle, Sverige 25 juli 2015) - 1 500 meter – 3:51,33 (Uppsala, Sverige 5 juli 2014) - 1 500 meter – 3:53,05 (Göteborg, Sverige 28 juni 2014) - 3 000 meter – 8:12,59 (Bergen, Norge 7 juni 2012) - 5 000 meter – 13:52,45 (Rovereto, Italien 23 augusti 2018) - 10 000 meter – 28:33,33 (London, Storbritannien 19 maj 2018) - 10 km landsväg – 28:56 (Stockholm, Sverige 5 maj 2018) - 10 km landsväg – 29:34 (Prag, Tjeckien 9 september 2017) - Halvmaraton – 1:01:17 (Barcelona, Spanien 10 februari 2019) - 2000 meter hinder – 5:45,22 (Hässleholm, Sverige 7 augusti 2016) - 3000 meter hinder – 8:23,54 (Rom, Italien 31 maj 2018) | Inomhus - 800 meter – 1:59,55 (Sätra, Sverige 10 februari 2013) - 1 500 meter – 3:54,90 (Sätra, Sverige 9 februari 2013) - 3 000 meter – 8:17,90 (Norrköping, Sverige 16 februari 2019) |